# Rosengade
 Ikke at forveksle med Rosensgade.
Rosengade er en gade i Indre By i København, der ligger mellem Kronprinsessegade og Rigensgade. Gaden er opkaldt efter blomsten rose.

## Historie og bebyggelse
Gaden stammer fra kong Christian 4.'s anlæggelse af de første dele af kvarteret Nyboder i 1630'erne og 1640'erne og gik da fra Rigensgade til Adelgade. Som de øvrige gader mellem Rigensgade og Adelgade fik den navn efter en plante, her altså rose. I praksis var det dog kun den østlige halvdel, der udgjorde en del af Nyboder. Denne del forsvandt i 1869 i forbindelse med et gadegennembrud for en forlængelse af Kronprinsessegade, og i stedet opførtes en karre med etageejendome.
Den overlevende del af gaden blev udsat for en omfattende sanering i 1970'erne, da de to karreer på hver sin side blev omdannet til Rosengården. Den sydlige karre mellem Rosengade og Klerkegade blev til plejehjem og beskyttede boliger, mens man i den nordlige karre mellem Rosengade og Fredericiagade bevarede og restaurerede en række boliger fra 1780. Ved enderne mod Kronprinsessegade og Rigensgade opførtes nybyggeri tilpasset områdets ældre stil og gulmalet i stil med Nyboder. Selve gaden blev gjort til gågade, idet der dog ved indkørslen fra Rigensgade anlagdes en nedkørsel til en underjordisk garage. Den blev overdækket af en rosenbevokset bue, en treillage.